# シマ社会
シマ社会（シマしゃかい）とは、沖縄県及び奄美群島における地域社会を表す言葉である。本土におけるムラ社会あるいは島国根性に相当する。

## 概要
古い日本語や沖縄方言における「シマ」は「島嶼」という意味の他に「村落」をも意味し、必ずしも海で隔てられた離島のみを指す表現ではない。
琉球王国時代の沖縄・奄美では、御嶽を中心とする地域共同体を形成し、地域の祭祀を通じて同じシマの住人としての帰属意識を持ち、価値観や経験を共有していた。
明治時代以降も基本的な枠組みは維持され、現代に至っている。

## シマ社会の功罪
沖縄・奄美のシマ社会は、独自の財産（法律上の位置づけは財産区や地縁による団体）を持ったり、「字史」の編纂など行うなど本土の地域社会と比較して活発である。往時に比べれば衰退したが、一部では現在もその結束を誇っている。
社会内部に対しては抑圧的で、かつては村の掟に背いた者や気に入らない者を攻撃して殺害する事件が発生（サンシー事件、具志頭制縛致死事件、糸満町集団殺人事件を参照）するなどの暗部も抱えており、本土の村社会と同様に排外主義の側面をもっていた。このような閉鎖的な社会を嫌う者の中には、「せめて死んだ後は、（シマ社会に囚われない）気の知れた仲間と一緒に葬られたい」という趣旨で「模合墓」という墓も出現している。
こういった背景から、現在でも「シマ社会の総意」に反する言動をとることは反感を買う行為であり、現代沖縄社会にも微妙な影響を与えている。ただ人的交流の深化や情報化社会の進展や価値観の多様化といった時代・社会の変化に伴い、過去に比べるとその弊害は薄れつつあり、特に那覇市をはじめとする都市部では影響が薄い。しかしながら農村部や離島では他郷者に対する差別は根強く残っており、地域外からの移住者を意味する「寄留民」などといった表現も日常的に使用されている。

### シマ社会による過去の人権侵害の例
ハンセン病患者
戦前、沖縄県のハンセン病罹患率は他府県よりも高かったにもかかわらず、沖縄本島には癩療養所（現在の国立ハンセン病療養所）は一か所もなかった。というのもハンセン病患者に対する差別が熾烈を極め、療養所を設置しようとする沖縄県当局やハンセン病患者に対する反癩暴動（嵐山事件）すら起きているからである。1938年（昭和13年）になり、ようやく沖縄県立国頭愛楽園（現在の国立療養所沖縄愛楽園）が設置された。
奄美住民
戦後、奄美群島が沖縄県に先駆けて1953年に本土復帰を果たした際に、所属政体の変更に伴う参政権の喪失や公職追放に止まらず、奄美住民に対する商取引の拒否や民間企業からの締め出しなどの差別が公然と行われた。沖縄マスコミもこれらを煽る報道を行った。
有能者
内間金丸（後の尚円王）は伊是名島の出身であるが、都の首里に赴いたのは一旗揚げて故郷に錦を飾るためではなかった。彼は両親の死後に農業に携わっていたが、刻苦勉励を重ねて不作知らずの収穫を上げてきた。それを村人が妬み金丸を殺害しようとしたため、間一髪島から脱出したという。そういう経緯から、後に金丸が王位に就き第二尚氏王統が始まった後も、尚家は伊是名島に冷淡で、両親のために伊是名玉陵を設けた以外は特に何もやっていない。